# Acetivibrio multivorans
Acetivibrio multivorans è una specie di batterio appartenente alla famiglia delle Clostridiaceae.